# Nông nghiệp La Mã
Thời La Mã cổ đại, nông nghiệp rất được coi trọng. Virgil trong tác phẩm Georgica đã cho rằng nông thôn được là nơi con người có đức hạnh nhất, được ưu ái nhất. Cicero xem nông nghiệp là ngành tốt nhất trong tất cả các ngành của La Mã. Ông đã viết trong tác phẩm De Officiis của mình rằng:..."Trong tất cả các ngành nghề cố định, không có gì tốt hơn nông nghiệp, không có gì lợi hơn nông nghiệp, không có gì thú vị hơn nông nghiệp, và không có gì để cho một người được tự do hơn là trong nông nghiệp.."
Lúa mì là nông sản quan trọng của La mã để sản xuất ra bánh mì - thực phẩm chính của người La Mã.

## Trang trại
Dựa vào kích thuớc, có thể chia các trang trại tại La mã thành ba loại: Loại nhỏ từ 18-108 iugera (mỗi iugera bằng khoảng 0,65 mẫu Anh hoặc 0,26 ha). Loại trung bình khoảng 80-500 iugera. Và loại lớn (hay gọi là latifundia) có diện tích trên 500 iugera. Vào cuối thời kỳ Cộng hòa, số lượng các Latinfundia tăng lên. Những người La Mã giàu có mua đất từ những người nông dân không còn có thể kiếm sống.
Bò cho sữa, bò đực và la bị bắt làm những việc nặng trên nông trại. Cừu, dê: ngoài việc sản xuất phô mát thì còn bị lấy da. Ngựa với nông dân không quan trọng cho lắm.
Người La Mã có 4 mô hình quản lý trang trại: Trực tiếp sở hữu và làm việc trên trang trại cùng gia đình. Thuê nông dân làm việc trên trang trại của mình hoặc cho người khác lĩnh canh. Hoặc cho nô lệ làm việc trên trang trại của mình và giám sát họ. Nhiều tỉnh của đế quốc liên kết chặt chẽ với nhau trong nông nghiệp và trở nên phụ thuộc lẫn nhau. Một số tỉnh chuyên sản xuất hạt, rượu vang, trong khi những người khác trồng cây ô liu, làm dầu ô liu, hay trồng lúa mì và sản xuất bánh mì.

## Nhu cầu
Trong Đế chế La mã, mỗi gia đình 6 người cần tối thiểu một năng suất 12 iugera/3ha để đáp ứng nhu cầu thực phẩm của mình. Nếu gia đình đó có nuôi thêm động vật, họ cần ít nhất 20 iugera. Theo số liệu tính toán của Varro và Columella, mỗi nông dân có thể sản xuất ra khoảng 16/25 modii lúa mì trên mỗi iugera hoặc 20-30 modii lúa mạch trên cùng đơn vị đó. Ai Cập cũng khá quan trọng khi là đối tác cung cấp một lượng lớn lúa mì cho La Mã. Thông thường thì hằng năm trung bình Ai Cập cung cấp cho La mã khoảng trên 2000000 modii lúa mì (Số liệu lấy từ Epitome Caesaribus). Con số đó đủ nuôi hơn một nửa dân số La Mã.